# Erasmo Recami
Erasmo Recami (Milano, 21 novembre 1939 – Campinas, 14 luglio 2021) è stato un fisico italiano.
Docente di fisica, ha insegnato a Catania, Bergamo e a Campinas (Brasile). Ha compiuto ricerche sulla relatività speciale (e la sua estensione ai tachioni e ai moti super-luminali), la meccanica quantistica, la matematica applicata, la fisica delle particelle elementari, la fisica nucleare, la relatività generale e la storia della fisica.

## Biografia
Laureato in Fisica presso l'Università degli Studi di Milano nel 1964 con la tesi "The Peripheral Model in High-Energy Physics and the K* Resonance", ha ottenuto la libera docenza in fisica teorica nel 1971 a Roma, per diventare nel 1975 ricercatore presso i laboratori nazionali di Frascati dell'INFN (Istituto Nazionale di Fisica Nucleare). 
Professore associato dal 1983 al 1992 all'Università degli Studi di Catania, quindi all'Università degli Studi di Bergamo fino al 2009 presso la Facoltà d'ingegneria, è stato inoltre professore titolare all'UNICAMP di Campinas,  Stato di San Paolo del Brasile, dal 1984 al 1993 e per due anni capo del Dipartimento di Matematica applicata. 
Associato alla Sezione di Milano dell'INFN, ha svolto ricerche anche ad Austin (Texas), Kiev (Ucraina), Oxford (Gran Bretagna), Copenaghen (Danimarca), Breslavia (Polonia), e al KITP (Kavli Institute for Theoretical Physics) della Università della California a Santa Barbara (California). 
Le sue attività di ricerca scientifica hanno riguardato la fisica classica, la relatività, la meccanica quantistica, la fisica delle particelle, la fisica nucleare. È noto per le sue tesi sulla struttura interna degli elettroni, per un approccio geometrico alla strong gravity, per le sue applicazioni delle algebre di Clifford alla fisica dello spazio-tempo e per le conseguenze filosofiche ed epistemologiche delle sue ricerche sulla relatività estesa.
Ha sviluppato la teoria dei tachioni ed in generale dei movimenti a velocità superluminali: aveva predetto che nei fenomeni di tunnelling quantistico si hanno velocità di gruppo infinite (previsione confermata teoricamente da Yakir Aharonov e sperimentalmente da Longhi e collaboratori, presso il Politecnico di Milano). È altresì conosciuto per le soluzioni delle equazioni d'onda di  Maxwell aventi velocità di gruppo superluminali e propagantesi in una determinata direzione (soluzioni confinate o "localizzate", ad esempio a forma di X).
Pur essendo un fisico teorico, nel 1994 ha avanzato, assieme ad un gruppo di ricerca brasiliano, richiesta di brevetto per la produzione di onde (supersoniche, elettromagnetiche, ecc.) stazionarie di forma e intensità determinabili. Si ipotizza che tali frozen waves - producibili con intensità elevata solo entro una regione spaziale limitata - possano essere utili per la demolizione di tumori (o anche solo di calcoli renali), senza interagire con i tessuti circostanti. Il brevetto è stato concesso dagli USA nel 2013. Ha anche collaborato con i laboratori della Pirelli, con la società Saipem del gruppo Eni, con la Bracco Imaging e con la SELEX Galileo di Finmeccanica. 
Oltre che di ricerca scientifica, si è occupato di storia della fisica (fu biografo di Ettore Majorana, del quale ha scoperto documenti inediti e raccolto tutti i documenti noti in un archivio Majorana), di alta divulgazione (scrivendo decine di articoli su enciclopedie e riviste d'informazione scientifica italiane e straniere) e di divulgazione (pubblicando centinaia di articoli su quotidiani o riviste che vanno dal Corriere della Sera a La Stampa, da Panorama Mese a L'Espresso, da La Sicilia  a L'Eco di Bergamo, da La Repubblica a Il Giornale).
In gioventù si è dedicato, per hobby, alle scienze naturali (con pubblicazioni che vanno dai ghiacciai della Val di Rabbi ai fenomeni crionivali in Val di Sole), concentrandosi poi sulla preistoria della Sicilia. Rinvenne per primo tracce del Paleolitico inferiore in Sicilia orientale mentre sulle Madonie, a 1500 m s.l.m., ritrovò materiale litico scheggiato riferibile al Paleolitico superiore. Numerose furono anche le scoperte (riferibili a ceramica Stentinelliana, alla facies di Vallelunga, allo Stile di Diana, ecc.) relative al Neolitico. Durante il periodo di docenza a Catania pubblicò vari articoli in tale ambito, ad esempio su Sicilia Archeologica e sul notiziario dell'Istituto italiano di preistoria e protostoria di Firenze, pubblicato dalla Rivista di scienze preistoriche.

## Onorificenze
Commendatore dell'Ordine al Merito della Repubblica Italiana, su iniziativa del Presidente del Consiglio dei Ministri, Roma, 8 marzo 2019.

## Opere
Citando pochi scritti di rassegna o di alta divulgazione, sugli argomenti per cui Recami era più noto, si possono menzionare:
- Il caso Majorana: epistolario, documenti, testimonianze, Mondadori, Milano 1987. Ora disponibile presso Di Renzo Editore, Roma 2011{\displaystyle ^{4}}.
- I tachioni, in Scienza & Tecnica 73. Annuario della EST, Edizioni scientifiche e tecniche Mondadori, Milano 1973, pp. 85–94.
- Classical tachions and possible applications, La Rivista del Nuovo Cimento 9, 1986, pp. 1-178.